# Lago Kenai
Il lago Kenai (Kenai Lake in inglese) di origine glaciale si trova più o meno al centro della Penisola di Kenai (Alaska).

## Geografia fisica
Il lago ha una caratteristica forma a "Z", e si trova all'estremità occidentale della Foresta Nazionale di Chugach. Si trova vicino ad un gruppo di laghi di origine glaciale: Lago Tern, Lago Crescent, Lago Upper Trail, Lago Grant, Lago Ptarmigan e Lago Cooper.
Il lago è circondato dai seguenti monti (tutti appartenenti al gruppo montuoso del Kenai (Kenai Mountains):
| Nome del monte           | Altezza (m s.l.m.) | Coordinate             | Distanza e direzione dal lago |
| ------------------------ | ------------------ | ---------------------- | ----------------------------- |
| Cecil Rhode Mountain     | 1.150              | 60°28′00″N 149°49′00″W | 4 km verso ovest              |
| Right Mountain           | 1.440              | 60°28′15″N 149°37′00″W | 4 km verso est                |
| Noel Hanson Mountain     | 1.440              | 60°22′03″N 149°37′55″W | 2 km verso sud                |
| Mount Madson             | 1.532              | 60°27′21″N 149°26′03″W | 6 km verso nord               |
| Sleeping Sister Mountain | 1.165              | 60°22′43″N 149°28′47″W | 2 km verso sud                |

## Storia
Il nome del lago è un nome locale riportato nel 1898 dal Thomas Corwin Mendenhall, geofisico americano, membro del United States National Geodetic Survey.

## Accessi e centri abitati
Il lago è costeggiato da due autostrade: l'autostrada Seward (Seward Highway) tra Anchorage e Seward (a 27 km da quest'ultima) e l'autostrada Sterling  (Sterling Highway) in direzione della cittadina di Soldotna (a 72 km). I centri abitati sono due: Cooper Landing a ovest del lago sulla autostrada Sterling, e Primrose a est del lago sulla autostrada Seward. Il lago da Anchorage dista 156 km.

## Fauna
In questo lago si possono pescare soprattutto le seguenti specie:
- Salmone reale (Chinook salmon o King Salmon).
- Salmone argentato (Coho salmon o Silver Salmon).
- Salmone rosso (Sockeye salmon o Red Salmone).
- Trota arcobaleno (Rainbow Trout).

## Galleria d'immagini

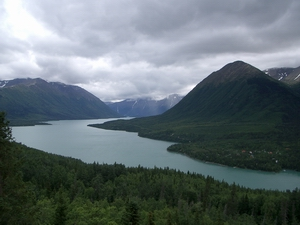
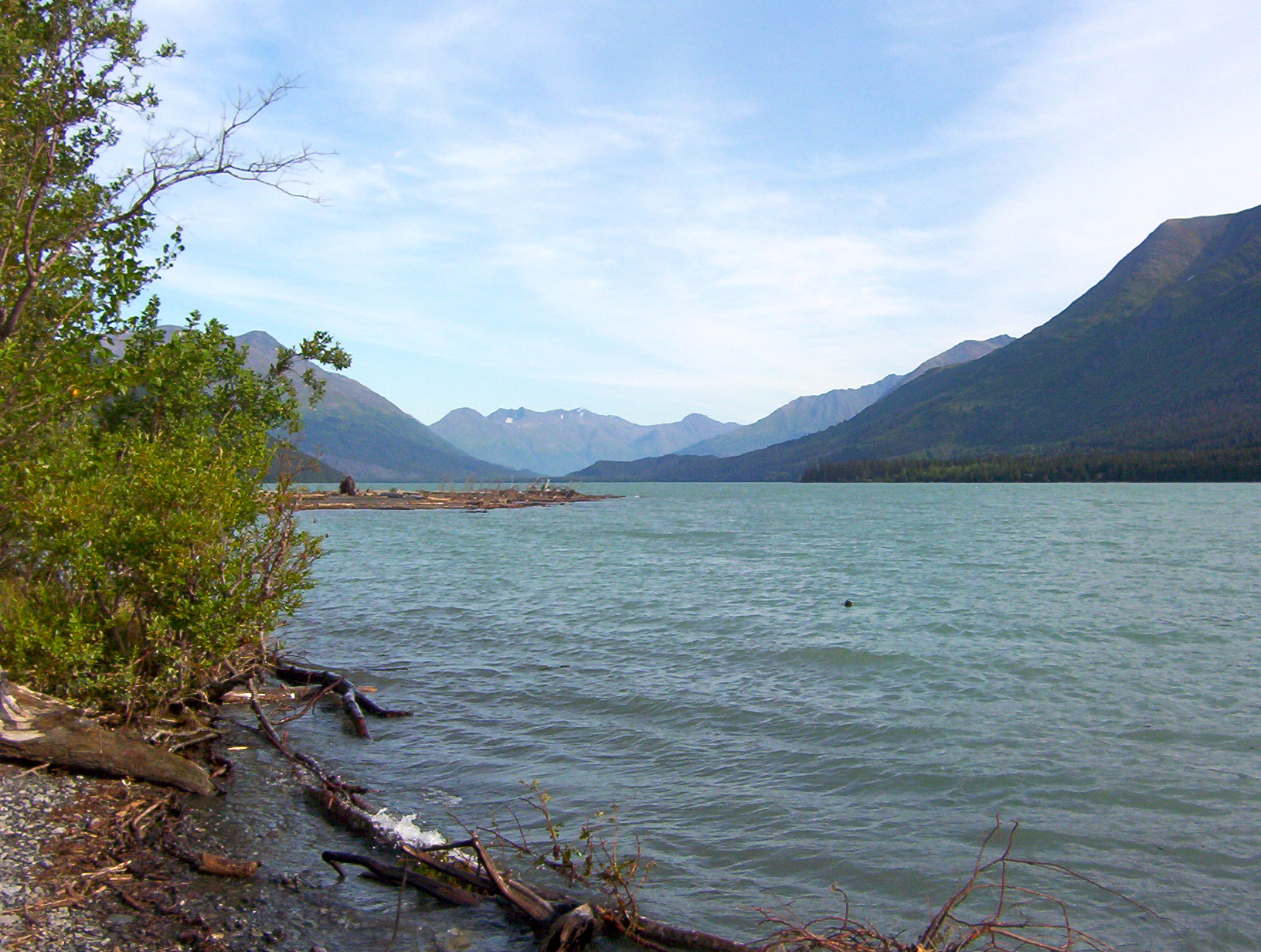
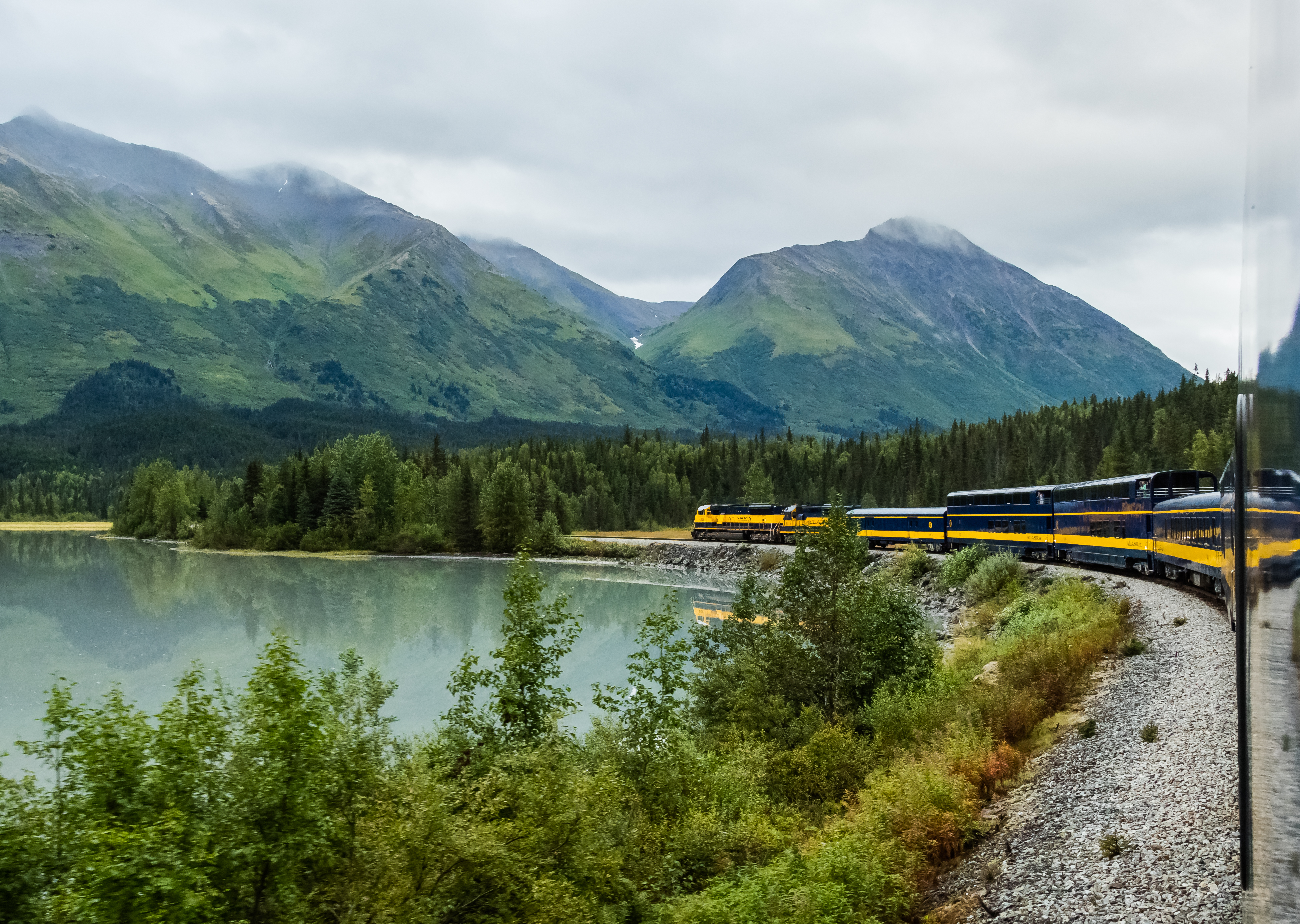
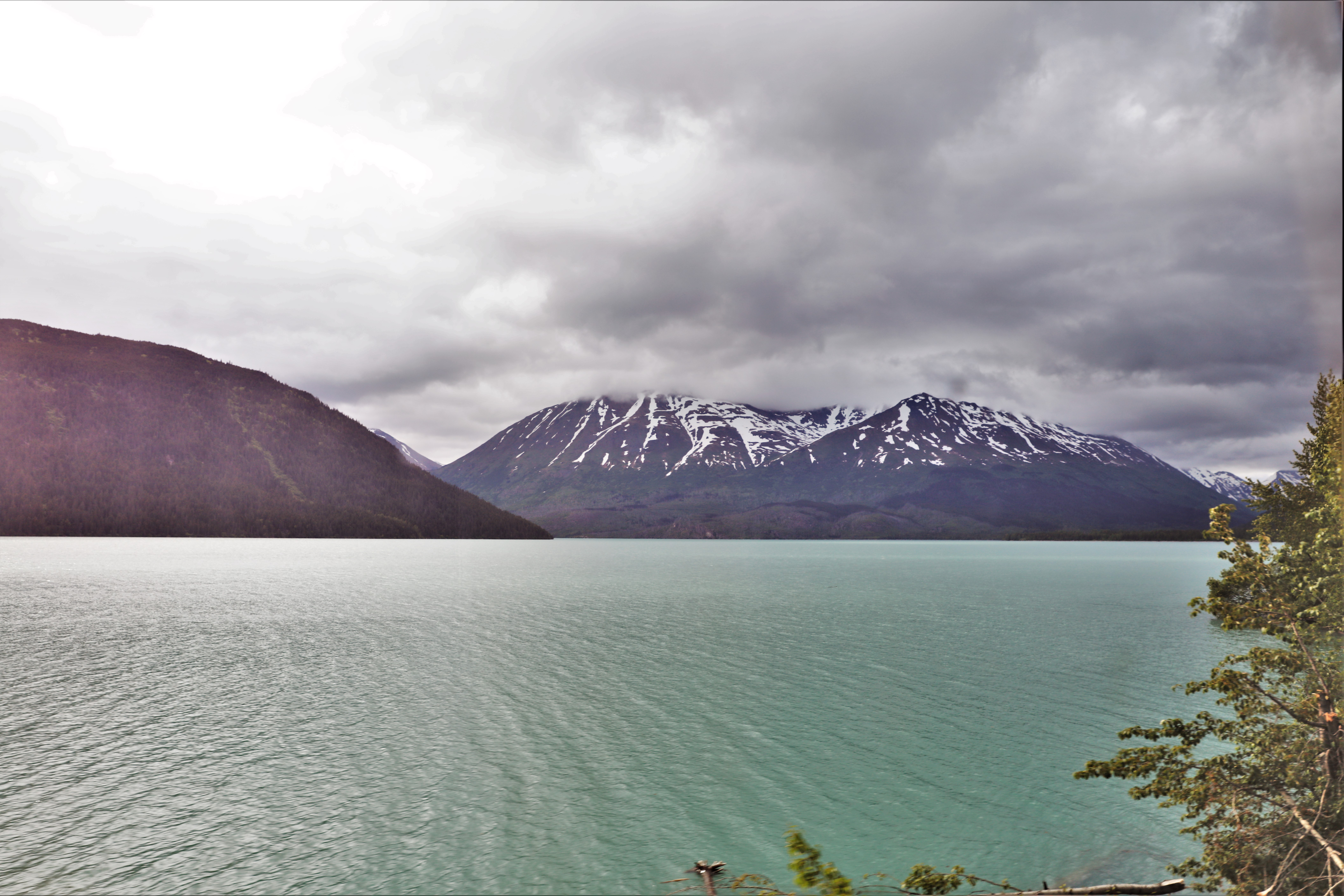
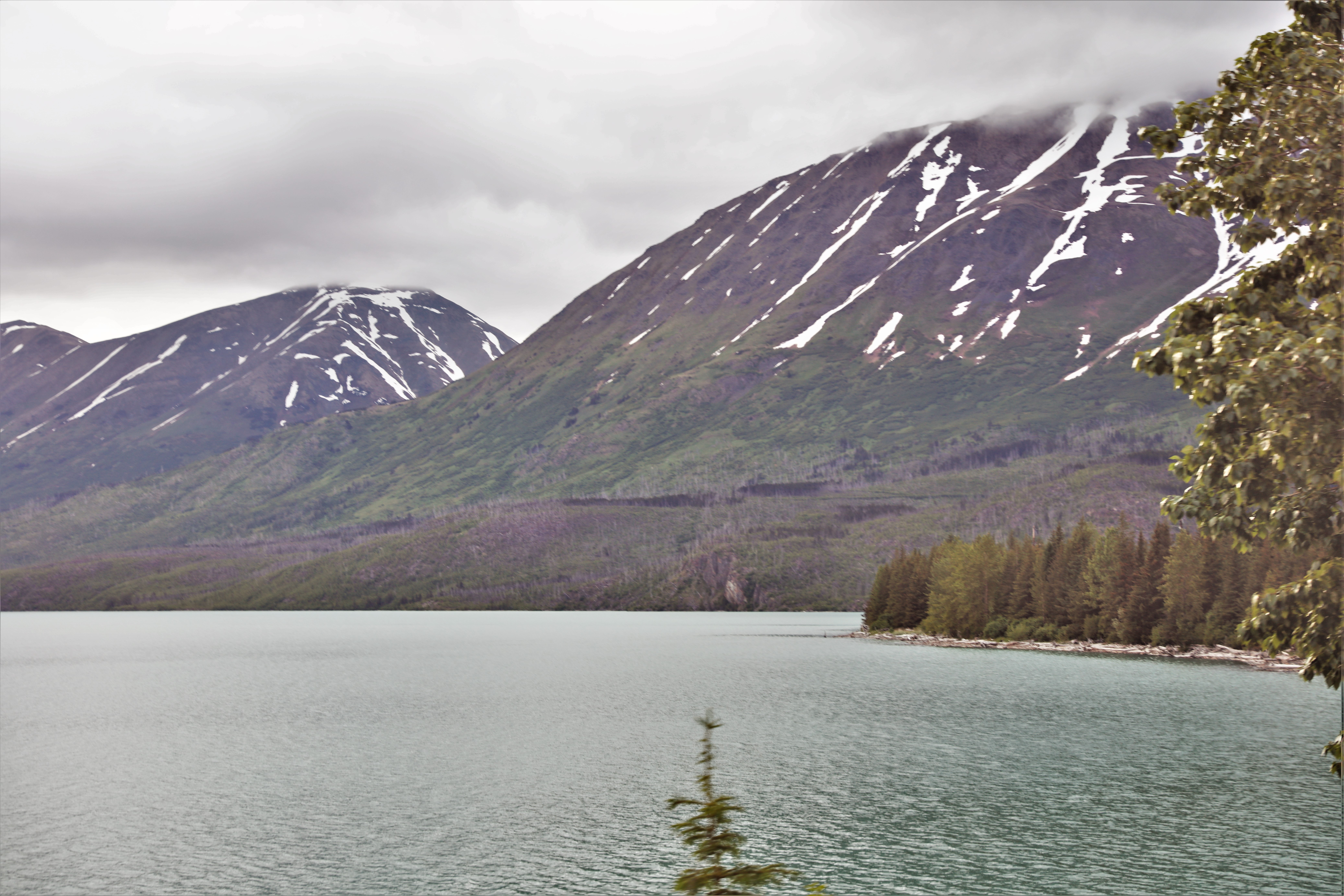